# Georg Albrecht (Richter)

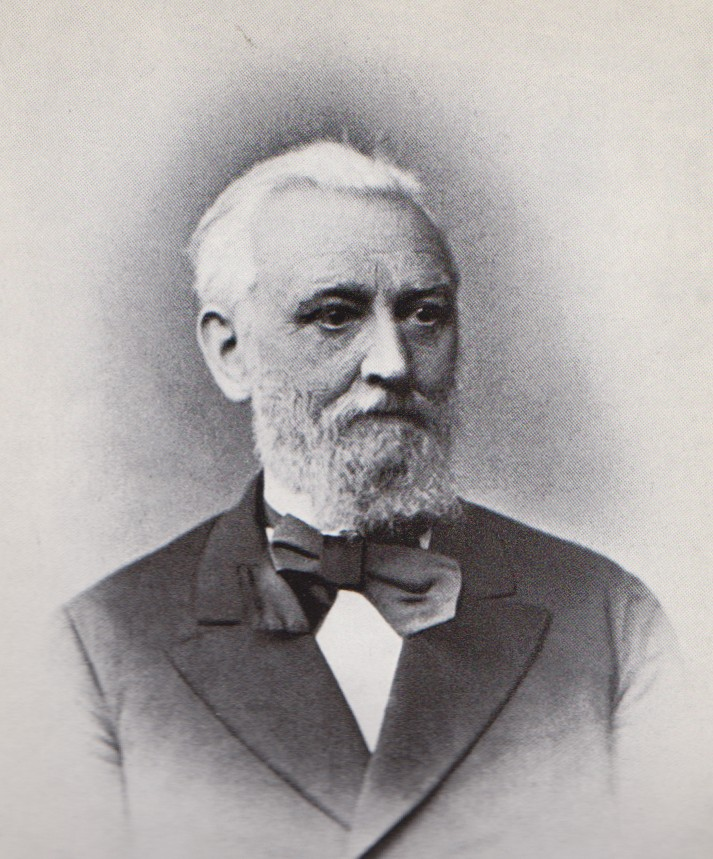
Georg Albrecht, erster Präsident des OLG Frankfurt

Georg Friedrich Albrecht (* 12. August 1815 in Diepholz; † 10. April 1890 in Frankfurt am Main) war ein deutscher Richter.
Nach dem Jurastudium an der Universität Göttingen trat er in hannoversche Staatsdienste. Nach der Annexion Hannovers durch das Königreich Preußen 1867 wurde er Gerichtspräsident u. a. in Stade, Verden, Greifswald und am Appellationsgericht Wiesbaden. Er war ab 1879 bis zu seinem Tod der erste Präsident des Oberlandesgerichts Frankfurt.
Er war Ehrendoktor der Universität Greifswald und ab 1889 Wirklicher Geheimer Rat.